# Pekari páskovaný
Pekari páskovaný (Pecari tajacu) je středně velký sudokopytník z čeledi pekariovitých.

## Popis
Pekari páskovaný je nenápadně zbarvený, 80–100 cm velký savec s výškou v kohoutku až 50 cm a hmotností mezi 15–25 kg. Celé tělo má porostlé dlouhými, tmavě zbarvenými štětinatými chlupy. Svůj název získal díky nápadnému bílému pruhu na krku.

## Výskyt
Vyskytuje se v širokém spektru biotopů od pouště až po tropický deštný a opadavý les v Jižní a Střední Americe od Argentiny po Texas, Arizonu a Nové Mexiko. Vyhýbá se pouze vyšším horským polohám. V současné době pokračuje jeho šíření na sever. Místy se stává synantropním druhem, navštěvuje lidská sídliště, kde se živí odpadky. Proniká i do větších měst, jako je např. Asunción v Paraguayi.

## Způsob života

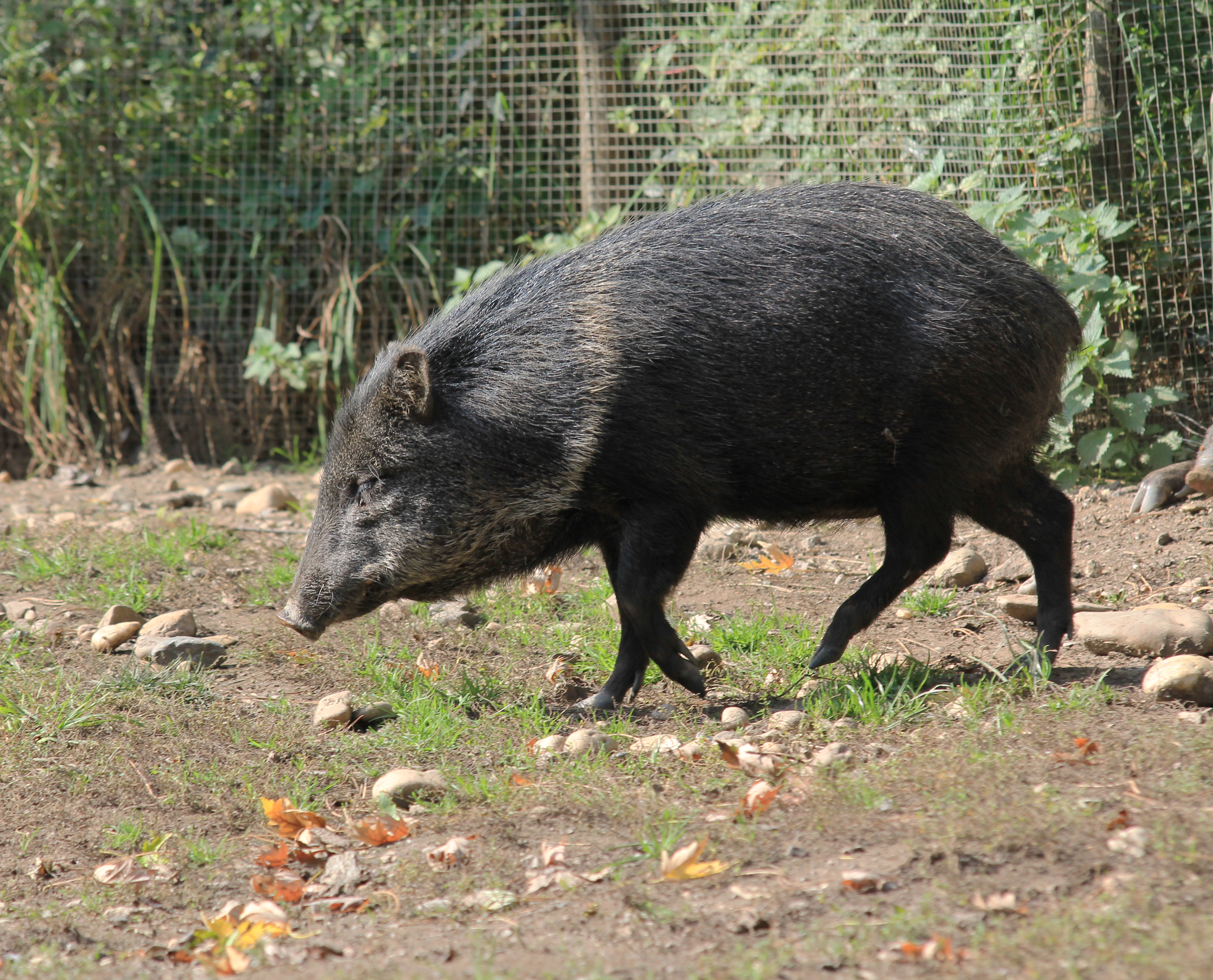
Pekari páskovaný v Zoo Praha

Ve volné přírodě žije obvykle v menších, 2–20členných (obvykle v 6–9členných) skupinách, které vede starší a zkušená samice. Je aktivní přes den, noc přečkává ve vlastnoručně vyhrabaných norách, které si hloubí většinou pod kořeny stromů. Požírá ovoce, kořeny, plody, traviny, bezobratlé živočichy i malé obratlovce. Podobně jako divočáci rád navštěvuje také bahnité oblasti.
Pekariové jsou nebojácná a obratná zvířata, v případě nutnosti dokáží vyvinout rychlost až 35 km/h a při ohrožení se často neostýchají použít velmi ostré zuby. Stádo pekariů se dokáže ubránit i jaguárovi. V zoologických zahradách mnohdy vážně pokoušou návštěvníky, kteří se je pokoušejí pohladit nebo krmit z ruky. Jihoameričtí indiáni se proto pekariů obávají. V mytologii kmene Guaraní vystupuje lidožravý netvor Ao ao který je napůl člověk a napůl pekari, ovládá prales a žere lovce, kteří zabíjelí víc zvěře než potřebují nebo jinak porušují zákony života v pralese.

## Rozmnožování
Po 142–148denní březosti rodí samice v ústraní 1–4 mláďata, která dospívají již v prvním roce života. Mláďata jsou po narození velká jako králík a mají jemnou, žlutou až rezavě zbarvenou srst, jsou velmi aktivní a ozývají se slabým bečením.

## Chovy v zoo
Pekari páskovaný je často chován v zoologických zahradách po celém světě. V Česku jej můžeme spatřit v Zoo Praha[zdroj?], Plzeň, Zlín, Liberec a Ústí nad Labem. Na Slovensku v Zoo Košice a Žilině v soukromé zoo na sídlišti Hájik. Zoo Brno chová příbuzný, vzácnější druh pekari bělobradý (Tayassu pecari).